# مجتبى سعيد
مجتبى سعيد مخرج وكاتب سيناريو سعودي، ولد في الدمام عام 1987م. وهو عضو في مجلس إدارة جميعة السينما السعودية. درس السينما في ألمانيا، وفاز بجائزة أفضل مخرج سعودي في برنامج «عيون سعودية» 2015م.

## أعماله
| التاريخ | العمل              | ملاحظات                                                                                                  |
| ------- | ------------------ | --- |
| 2011    | حلم الأعمى         | فيلم. |
| 2012    | حياة               | فيلم قصير.                                                                                               |
| 2014    | كفاحي              | فيلم. |
| 2015    | ليمون أخضر         | فيلم قصير كتبه علي سعيد، ومن بطولة إبراهيم الحساوي.                                                      |
| 2015    | بوصلة              | فيلم سعودي ألماني قصير صور في برلين.                                                                     |
| 2017    | الظلام هو لون أيضاً | فيلم قصير.                                                                                               |
| 2018    | حب بلا حدود        | مسلسل من بطولة كل من: إلهام علي ويعقوب الفرحان وسناء بكر يونس، وخالد الحربي، وليلى السلمان، ونورا البدر. |
| 2022    | زوال               | فيلم قصير حصل على جائزة النخلة الذهبية لأفضل فيلم قصير في الدورة الثامنة من مهرجان أفلام السعودية.       |
| 2023    | تحت سماء واحدة     | فيلم وثائقي قصير حصل على النخلة الذهبية لجائزة لجنة التحكيم في الدورة التاسعة من مهرجان أفلام السعودية.  |

## الجوائز
- فاز بجائزة أفضل مخرج سعودي في برنامج عيون سعودية 2015م.[3]
- فاز بجائزة أفضل سيناريو طويل غير منفذ عن نص (غرق) في الدورة الثامنة من مهرجان الأفلام السعودية 2022.[13]